# Hylomantis danieli
Hylomantis danieli là một loài ếch trong họ Nhái bén. Chúng là loài đặc hữu của Colombia.
Môi trường sống tự nhiên của nó là các khu rừng vùng núi ẩm nhiệt đới hoặc cận nhiệt đới và sông. Chúng có khả năng bị đe dọa do mất môi trường sống.